# William Bartram

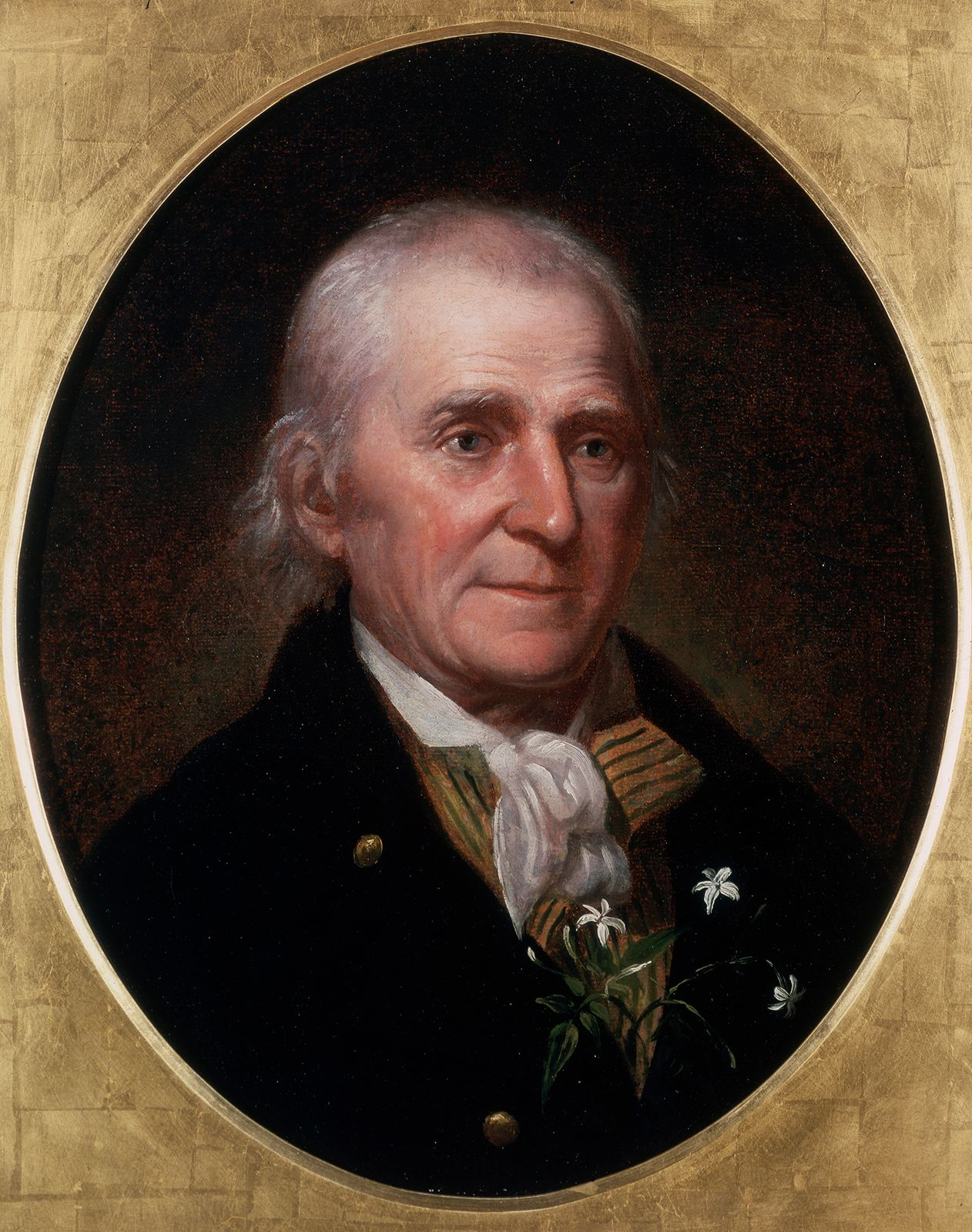
William Bartram

William Bartram (* 20. April 1739 in Kingsessing (heute ein Teil von Philadelphia), Province of Pennsylvania; † 22. Juli 1823 ebenda) war ein britischer bzw. nord-, US-amerikanischer Naturforscher. Sein offizielles botanisches Autorenkürzel lautet „W.Bartram“.

## Leben
William Bartram war der Sohn von John Bartram. Er begleitete seinen Vater auf vielen seiner Reisen in die Catskill Berge und nach Florida. Schon in jungen Jahren war er bekannt für die Qualität der Zeichnungen, die er von den Sammelstücken seines Vaters anfertigte. Er arbeitete auch immer mehr bei der Pflege des Schaugartens seines Vaters  mit und steuerte etliche seltene Pflanzen dazu bei.
Im Jahr 1773 machte er sich allein auf eine vierjährige Reise durch acht südliche Kolonien. Er machte viele Zeichnungen und Notizen über die dort heimische Flora und Fauna und über die Indianer. Eine weitere Expedition durch Florida, Georgia und die Carolinas zog sich über den größten Teil der 1780er Jahre hin. Auf dieser Reise stellte er die zu jener Zeit vollständigste Liste amerikanischer Vögel zusammen.

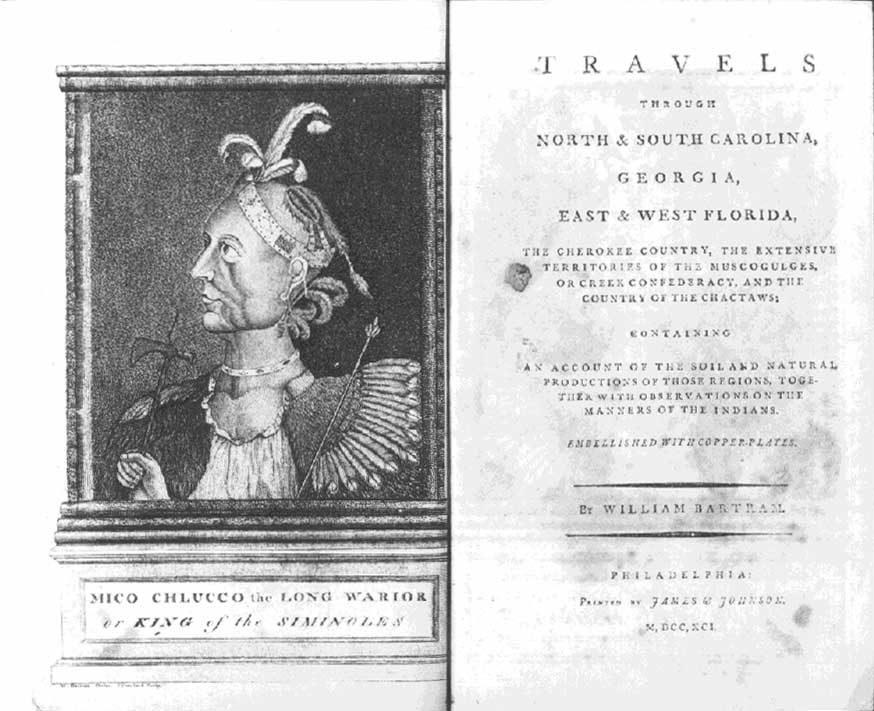
Titelseite von Reisen...

Nach seiner Rückkehr veröffentlichte Bartram 1791 sein Journal unter dem Titel Reisen durch Nord- und Süd-Carolina, Georgia, Ost- und West-Florida, das Cherokee Land etc. Es wurde zu dieser Zeit als das führende Werk über die amerikanische Naturgeschichte angesehen. Zusätzlich zu seinen Beiträgen zur wissenschaftlichen Erkenntnis ist das Werk berühmt wegen seiner genauen Beschreibungen der amerikanischen Landschaft. Es beeinflusste viele romantische Schriftsteller jener Zeit: Man weiß von William Wordsworth und Samuel Coleridge, dass sie das Buch lasen, und sein Einfluss ist in vielen ihrer Werke spürbar.
1802 begegnete Bartram dem Lehrer Alexander Wilson und brachte ihm die Anfangsgründe der Vogelkunde bei. Wilsons Amerikanische Ornithologie enthält viele Bezüge auf Bartram und das Gebiet um Bartrams Gärten.
Den größten Teil der letzten Jahrzehnte seines Lebens verbrachte Bartram mit stiller Arbeit in seinem Haus und Garten in Kingsessing. Verschiedene Angebote, Botanik zu lehren, lehnte er ebenso ab wie das Angebot, an der Lewis-und-Clark-Expedition (1804 bis 1806) teilzunehmen. Er war gewähltes Mitglied der American Philosophical Society.
Er starb mit 84 Jahren in seinem Haus.

## Nach Bartram benannte Taxa
Ihm zu Ehren wurden die Gattungen Bartramia und Bartramidula benannt, die beide aus der Pflanzenfamilie der Bartramiaceae stammen.

## Werke
- Travels through North and South Carolina, Georgia, East and West Florida, the Cherokee Country, etc. Philadelphia, James & Johnson, 1791
- Observations of the Creek and Cherokee Indians. 1789